# Саломея Арешян
Саломея Григорівна Арешян (вірм. Սալոմե Գրիգորի Արեշյան; 18 січня 1913 — 29 грудня 1966) — вірменська літературознавиця, заслужений діяч науки Вірменської РСР (з 1963). Членкиня КПРС від 1943 року. Авторка розвідок з історії вірменської і російської літератур, кількох праць з питань вірменсько-українських культурних зв'язків.

## Біографія
Народилась в Тифлісі. У 1934 році закінчила Ленінградський інститут історії, філософії, літератури та мови. У 1941—1944 роках викладала в Єреванському державному університеті. У 1943—1944 роках обіймала посаду начальника відділу пропаганди і агітації ЦК КП Вірменії, в 1944—1946 роках була редактором російськомовної газети «Комуніст».
В останні роки життя працювала в Інституті літератури ім. Манука Абегяна Академії Наук Вірменії. У 1958 році захистила дисертацію і отримала ступінь доктора філологічних наук.
Російською мовою вийшла її книга «Вірменська преса і царська цензура» (1957).
Їй належать статті про Тараса Шевченка: «Серце України» (1961), «Співець братства» (1961), «Тарас Шевченко у вірменсько-українських культурних відносинах» (1964) та інших. Про Тараса Шевченка йдеться в книзі Арешян «Армянская печать и царская цензура» (Єреван, 1957). Виступала з доповіддю на одинадцятій науковій конференції.
Померла в Єревані.